# Хуан Карлос Варела
Хуан Карлос Варела (на испански: Juan Carlos Varela) е панамски политик и президент на Панама от 2014 г. до 2019 г. Варела е вицепрезидент на Панама от 2009 г. до 2014 г. и министър на външните отношения от юли 2009 г. до август 2011 г. Бил е председател на Панаменистката партия, третата по големина политическа партия в Панама, от 2006 г. до 2016 г.
Варела печели президентските избори през 2014 г. с над 39% от гласовете срещу партията Камбио Демократико, водена от бившия си политически партньор Рикардо Мартинели, чийто кандидат за президент е Хосе Доминго Ариас. Варела полага клетва като президент на 1 юли 2014 г.

## Ранен живот и образование
Роден е в Панама в семейството Луис Хосе Варела Арйона и Бекси Естер Родригес Педрески. Варела е бизнесмен и предприемач, чието семейство е от провинция Херера. Дядото му по бащина линия, Хосе Варела Бланко, емигрира от Бергондо, Испания и се установява в окръг Пеше в Панама. След като завършва Колегио Хавиер, Варела посещава Института за технологии в Джорджия, където през 1985 г. завършва бакалавърска степен по индустриално инженерство.

## Кариера
В частния сектор Варела е в борда на семейната си компания от 1986 г., като до 2008 г. е неин изпълнителен вицепрезидент. Варела влиза в политиката в началото на 90-те години, когато става председател на кампанията на Панаменистка партия през 1994 г. и е неин кандидат за президент по време на изборите през 2009 г. Варела обединява сили със своя съперник Рикардо Мартинели като кандидат за вицепрезидент, който полага клетва на 1 юли 2009 г. като вицепрезидент на Панама при президента Мартинели. Варела печели президентските избори през 2014 г., като побеждава кандидата на управляващата партия Хосе Доминго Ариас, който е подкрепен от Камбио Демократико, партия, водена от бившия президент Рикардо Мартинели. Варела печели около 39% от гласовете срещу 32% за Ариас. Варела обявява, че ще се стреми да промени законодателния орган чрез промени в конституцията.